# Mortoniella squamata
Mortoniella squamata är en nattsländeart som beskrevs av Sykora 1999. Mortoniella squamata ingår i släktet Mortoniella och familjen stenhusnattsländor. Inga underarter finns listade i Catalogue of Life.